# 前町 (神戸市)
前町（まえまち）は兵庫県神戸市中央区の町名の一つで、同区中央部西寄り南部、旧居留地内西南部の一街区だけの狭い範囲にあたる。新神戸NTTビルが町内唯一の建物である。

## 地理
前町は丁目には分かれておらず、1つだけある道路に囲まれた区画内を新神戸NTTビルが占めている。用途地域としては全域が商業地域となっている。
北は西町、東は播磨町、南は海岸通、西は栄町通に接する。

## 歴史

### 町名の由来
前町が行政上の町名として扱われるのは、明治32年（1899年）の条約改正で居留地が返還されて神戸市に吸収されて以降であり、それまで街区自体は「居留地～番地」という呼ばれ方をされていて、前町は単なる道路の名称だった。
前町が命名されたのは兵庫開港に伴い旧生田川（現在のフラワーロード）・鯉川筋・西国街道（現在の大丸山側道路）・海岸線に囲まれた地域に設けられた神戸外国人居留地内に、東西5本・南北8本の道路が設けられ、各通りに町名が付けられた明治5年（1872年）のことである。前町は居留地内で南から2筋目の東西通りに相当し、道幅10.2m・長さ527.4m。前町という町名はその立地から名付けられた。

### 領域の変遷
前町は初め神戸市の町名で、区制施行した昭和6年（1931年）からは神戸市生田区の、生田区が葺合区と合併した昭和55年（1980年）からは神戸市中央区の町名となった。
町名が付けられた際には南北通りが優先されたため、東西通りである前町の領域は、当初南北通りに分断されて複雑な形態となっていた。
昭和9年（1934年）に一部が海岸通・浪花町・明石町・京町・江戸町となって、前町は現在の姿となった。

### 施設の変遷
明治4年（1871年）、居留地西端の番外地に外国人公園地が設置され、翌明治5年（1872年）に貸与の正式な約定が結ばれた。これが明治32年（1899年）に前町公園と改称され、明治36年に廃止された。
大正5年（1916年）、ノルウェー領事館が海岸通から移転してきて、大正9年（1920年）に浪花町へと移転していった。

## 統計
- 平成22年（2010年）の定住人口なし[1]。
- 昭和60年（1985年）の定住人口なし[2]。
- 大正9年（1920年）の世帯数6・人口17[4]。
- 明治41年（1908年）の世帯数30・人口57[4]。
- 明治34年（1901年）の戸数15・人口18[4]。